# Ballet de acción

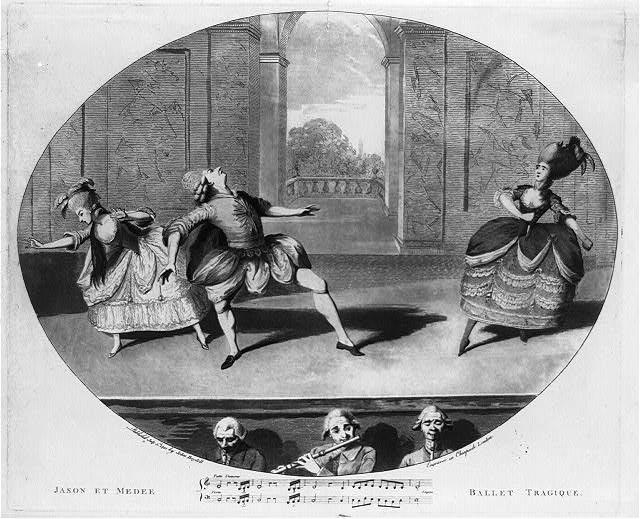
Gaëtan Vestris (1729-1808) as Jason in Médée et Jason (1767). Gaëtan Vestris dans le rôle de Jason dans Médée et Jason (1767)

El ballet de acción o ballet-pantomima es un espectáculo coreográfico narrativo. Cuyo argumento se desarrolla con ayuda de la danza y de la pantomima. Empezó a representarse en el siglo XVIII  al socaire de la ópera-ballet y de la comedia-ballet que el trío Lully— Molière — Pierre Beauchamp habían puesto en escena por toda Europa durante el reinado de Luis XIV.
Después de haber triunfado en los teatros de la Feria y en la Opéra-comique de París el ballet-pantomima se extendió por toda Europa hacia la mitad de siglo: Londres, Viena, San Petersburgo y diversas ciudades italianas en las que, los ballets-pantomima son dirigidos por los maestros: Gasparo Angiolini y Jean-Georges Noverre. Este último, verdadero teórico de la danza,  le dio el nombre de ballet de acción, mucho más adecuado que el de ballet-pantomima. En sus escritos Lettres sur la danse (edición de 1807) afirma: "Me atrevo a decir, sin falso pudor, que yo resucité el arte de la pantomima; que estaba enterrado bajo las ruinas de la antigüedad". Sus discípulos enseñaron esta nueva forma de ballet más próximo a las preocupaciones cotidianas. Maximilien y Pierre Gardel impusieron este género que perduró hasta el siglo XX, en especial a través del ballet romántico.

## Los tres géneros
En 1760 Noverre definió tres géneros de danza (y de bailarines): la danza noble o danza seria y heroica que conlleva, en sí misma, el carácter de la tragedia. La mixta o semi-seria a la que se denomina comúnmente demi-caractére, que es la comedia noble o alta comedia y la danza grotesca (o danza cómica) conocida, erróneamente como pantomima lo que, en realidad, no es dado que no tiene diálogo, aunque se basa en el género cómico, alegre y placentero.
En 1817 ante la confusión que reinaba en la Ópera de París entre los tres géneros, el conde de Pradel fijó un conjunto de medidas para que el ballet tuviera más rigor. Al año siguiente, los maestros de ballet Pierre Gardel y Louis Milon escribieron lo siguiente:
- La danza noble exige una altura elevada, bien proporcionada y, sobre todo, una fisonomía noble. Su género abarca todos los movimientos musicales conocidos con los nombres siguientes: zarabanda, pasacalle,  el adagio a 3 y 4 tiempos, la loure (danza bailada al son de la gaita), el minuet, la chacona a 2 y 3 tiempos, el aire marcial a 2 tiempos, como las marchas, la giga, la gavota cercana al movimientos de la chacona a 2 tiempos y, en general, todos los grandes caracteres, como los faunos, tártaros, poloneses, furias, etc.

- La danza demi-caractère exige una altura mediana, una figura esbelta y graciosa, y una fisonomía agradable. Su representación contiene los movimientos musicales siguientes: el romance, la siciliana la musette galante, el minuet gracioso, el andante, la pastoral, la giga la gavota y todos los caracteres de céfiros, sílfides, trovadores, pastores, griegos, romanos, etc.

- La danza cómica exige una talla no muy alta y más fuerte que fina, una fisonomía jovial, sonriente y expresiva, los movimientos  musicales basados en: la musette campestre y pastoril, el minuet cómico y grotesco, 4 tiempos, 3/8-6/8 y 12/8 tiempos, el tambourin,  contradanzas francesas, allemandes y, en general, todos los caracteres cómicos del género.

También es recomendable leer el libro de Ballet Shoes de Noel Streatfield para saber un poco más del ballet